# Università Americana del Cairo
L'Università Americana del Cairo (in inglese American University in Cairo, abbreviato in AUC) è un'università indipendente di lingua inglese sita al Cairo, Egitto. L'Università si occupa di studi umanistici secondo la metodologia e i programmi di studio del sistema statunitense. È aperta a studenti di oltre 100 Paesi, contribuendo in modo sostanziale alla vita intellettuale egiziana.

## Storia
L'Università Americana del Cairo è stata fondata nel 1919 dai componenti di una missione protestante sponsorizzata dalla United Presbyterian Church of North America come università di lingua inglese e come istituzione rivolta all'istruzione.
Originariamente l'AUC fu progettata per essere tanto una scuola d'istruzione superiore quanto universitaria. La prima si aprì a 142 studenti il 5 ottobre 1920 ed ebbe come sede il palazzo del ministro egiziano dell'Istruzione, Ahmad Khayri Pascià, costruito negli anni Sessanta del XIX secolo. Nel 1923 si ebbero i primi 20 studenti diplomati.
Inizialmente l'istituzione era aperta solo ai maschi ma l'Università accettò la prima femmina nel 1928, lo stesso anno in cui si era laureato il primo gruppo di studenti universitari, con due Bachelor of Arts (BA) e un Bachelor of Science (BS). I primi Master of Arts (MA) si ebbero nel 1950.
In quel decennio l'Università mutò il proprio nome da "The American University at Cairo" a "The American University in Cairo", sostituendo "at" con "in".
L'università inaugurò la sua Facoltà d'Ingegneria, Informatica, Giornalismo e Comunicazioni di massa e Management.
L'American University in Cairo Press fu creata nel 1960. Attualmente pubblica più di 1000 libri ogni anno. È considerata la più importante casa editrice in lingua inglese del mondo arabo.
Nel 1960, l'AUC aveva circa 400 studenti universitari ma il loro numero si triplicò nei successivi dieci anni.
In tal periodo, l'Università aprì il suo Center for Arabic Study Abroad (CASA), che attirò da tutto il mondo studenti che intendevano studiare la lingua araba.
Nel 1978, l'Università istituì il Desert Development Center per promuovere lo sviluppo sostenibile in Egitto, ricco di aree desertiche.

## Organizzazione dal XXI secolo
Nel 2007 il Center for Adult and Continuing Education divenne School of Continuing Education e nel 2008 il suo Adham Center for TV Journalism divenne il Kamal Adham Center for Journalism, Training and Research.
Nel 2009, l'AUC dette vita al:
- The Graduate School of Education,
- The School of Business
- The School of Global Affairs and Public Policy (GAPP)